# Annie Hall
Annie Hall – amerykańska komedia romantyczna z 1977 w reżyserii Woody’ego Allena. 

## Fabuła
Akcja filmu rozgrywa się w Nowym Jorku i Los Angeles. Allen gra postać Alvy'ego Singera, komika z obsesją śmierci, który poznaje lekkomyślną, ale tryskającą energią tytułową bohaterkę (w tej roli Diane Keaton). Film opowiada losy ich związku na przestrzeni lat, przeplatane fantastycznymi retrospekcjami z ich przeszłości (bohaterowie są w stanie widzieć nawzajem swoje przeszłe życie). Dowiadujemy się z nich, że Alvy dorastał na Brooklynie, gdzie jak utrzymuje, mieszkał z rodzicami pod rollercoasterem na wyspie Coney.
Po latach przeplatanych wieloma rozejściami i pojednaniami bohaterowie uświadamiają sobie, że różnią się od siebie diametralnie, co prowadzi do ostatecznego zerwania związku. Annie przenosi się do Hollywood, gdzie wiąże się z producentem płytowym (w tej roli Paul Simon). Alvy ostatecznie uświadamia sobie, że jednak dalej kocha Annie. Po nieudanej próbie nakłonienia jej do powrotu do Nowego Jorku zrezygnowany wraca do Nowego Jorku, gdzie tworzy sztukę opisującą ich związek. Film kończy się spotkaniem bohaterów jako dobrych przyjaciół i przemyśleniami Alvy'ego na temat miłości i związków. Bohater stwierdza, że miłość to coś, czego wszyscy potrzebują, pomimo złożoności i bólu, do którego często prowadzi.

## Obsada
- Woody Allen – Alvy Singer
- Diane Keaton – Annie Hall
- Tony Roberts – Rob
- Carol Kane – Allison Portchnik
- Paul Simon – Tony Lacey
- Shelley Duvall – Pam
- Janet Margolin – Robin
- Colleen Dewhurst – Pani Hall

i inni

## Produkcja
Zdjęcia do filmu kręcono przez 16 tygodni. Początkowo miał nosić tytuł Anhedonia, co było nawiązaniem do psychologicznego terminu na niezdolność do odczuwania przyjemności.

## Nagrody
Film stanowił punkt zwrotny w karierze Woody’ego Allena. Zdobył szereg różnych nagród filmowych, w tym cztery Oscary w 1977; za najlepszą reżyserię dla Allena, razem z Marshallem Brickmanem za najlepszy scenariusz, dla Diane Keaton za najlepszą aktorkę pierwszoplanową i dla Charlesa H. Joffe’a za najlepszy film; nominowany w kategorii najlepszego aktora pierwszoplanowego dla Allena, pięć nagród BAFTA i jeden Złoty Glob.